# Lampranthus schlechteri
Lampranthus schlechteri är en isörtsväxtart som först beskrevs av A. Zahlbr., och fick sitt nu gällande namn av L. Bol. Lampranthus schlechteri ingår i släktet Lampranthus och familjen isörtsväxter. Inga underarter finns listade i Catalogue of Life.